# Saša Martinović
Pour les articles homonymes, voir Martinović.
Saša Martinović est un joueur d'échecs croate né le 15 juillet 1991, grand maître international depuis 2011 et champion de Croatie en 2020.
Au 1er mars 2023, il est le quatrième joueur croate avec un classement Elo de 2 559 points.

## Biographie et carrière
Saša Martinović finit treizième du championnat du monde d'échecs junior  en 2010.
Martinović obtint le titre de grand maître international en 2011. Il rempota les tournois open de Zagreb en 2014 et de Split en 2016.
En 2020, il remporta le championnat national de Croatie avec 7 points marqués en 11 parties.
Saša Martinović a représenté la Croatie comme échiquier de réserve lors de L'olympiade d'échecs de 2018 (6,5 points sur 9 comme échiquier de réserve, meilleur score de son équipe),.
Il a participé au championnat d'Europe par équipes en 2017 (4/6, la Croatie finit quatrième), 2019 (la Croatie finit cinquième) et 2021 (6/9, meilleur score de son équipe, la Croatie finit quinzième).
Avec la Croatie, il remporta la Mitropa Cup en 2008 (il était remplaçant), 2009 (5 points sur 6 marqués comme échiquier de réserve, performance Elo de 2 667 points) et 2013 (il jouait au quatrième échiquier).
Lors de la Coupe du monde d'échecs 2021, il bat l'Estonien Kaido Külaots au premier tour, puis est battu au deuxième tour par le champion du monde Magnus Carlsen.